# Єсенгельди (Абайський район)
Єсенгельди́ (каз. Есенгелді) — село у складі Абайського району Карагандинської області Казахстану. Адміністративний центр Єсенгельдинського сільського округу.
Населення —  (2021; 909 у 2009, 1039 у 1999, 1664 у 1989).
Національний склад станом на 1989 рік:
- росіяни — 54 %.